# Championnat du Laos de football 2012
Navigation
Saison précédente Saison suivante
La saison 2012 du Championnat du Laos de football est la vingt-deuxième édition du championnat de première division au Laos. Cette édition regroupe onze clubs au sein d'une poule unique, où ils s'affrontent à deux reprises. En fin de saison, pour permettre l'extension du championnat à douze clubs, seul le dernier du classement est relégué et remplacé par les trois meilleurs clubs de deuxième division. La relégation va par la suite être annulée en raison des nombreux forfaits à l'issue de la compétition.
C'est le Lao Police Football Club qui remporte la compétition cette saison après avoir terminé en tête du classement final, avec un seul point d'avance sur le tenant du titre, le Yotha Football Club et six sur Vientiane Football Club. C'est le tout premier titre de champion du Laos de l'histoire du club.
Avant le début de la saison, Bank Football Club, champion en 2010, se désiste du championnat et est remplacé par le Lao Airlines FC.

## Les clubs participants
- Yotha Football Club
- Lao-American College FC
- Lao Army Football Club
- Lao Police Football Club
- Vientiane Football Club
- Lao Lanexang
- Lao Airlines FC - Promu de Division B
- Pheuanphatthana FC[2]
- Eastern Star FC
- Ezra FC

## Compétition

### Classement
Le classement est établi sur le barème de points classique (victoire à 3 points, match nul à 1, défaite à 0). Pour départager les égalités, on tient d'abord compte de la différence de buts générale, puis du nombre de buts marqués, puis des confrontations directes.
| Rang | Équipe                   | Pts | J  | G  | N | P  | Bp | Bc  | Diff |
| ---- | ------------------------ | --- | -- | -- | - | -- | -- | --- | ---- |
| 1    | Lao Police Football Club | 44  | 18 | 14 | 2 | 2  | 70 | 13  | +57  |
| 2    | Yotha Football ClubT     | 43  | 18 | 14 | 1 | 3  | 82 | 17  | +65  |
| 3    | Vientiane Football Club  | 38  | 18 | 11 | 5 | 2  | 82 | 20  | +62  |
| 4    | Lao Army Football Club   | 36  | 18 | 11 | 3 | 4  | 71 | 29  | +42  |
| 5    | Ezra FC                  | 31  | 18 | 9  | 4 | 5  | 72 | 25  | +47  |
| 6    | Lao Airlines FCP         | 24  | 18 | 7  | 3 | 8  | 38 | 33  | +5   |
| 7    | Lao-American College FC  | 18  | 18 | 6  | 0 | 12 | 37 | 38  | -1   |
| 8    | Pheuanphatthana FC       | 15  | 18 | 5  | 0 | 13 | 16 | 76  | -60  |
| 9    | Lao Lanexang             | 7   | 18 | 2  | 1 | 15 | 16 | 152 | -136 |
| 10   | Eastern StarP            | 4   | 18 | 1  | 1 | 16 | 14 | 97  | -83  |

|  | Champion du Laos 2012                            |
|  | Retrait du championnat en fin de saison          |
|  | T : Tenant du titre P : Club promu de Division B |

## Bilan de la saison
| Championnat du Laos de football 2012 |                                      |
| Champion                             | Lao Police Football Club (1er titre) |
| Coupes et trophées                   |                                      |
| Vainqueur de la Coupe du Laos 2012   | Champassak FC (Division 2)           |
| Qualifications continentales         |                                      |
| Coupe du président de l'AFC 2013     | Aucun                                |
| Promotions et relégations            |                                      |
| Promus en Division 1                 | Champassak FC                        |
| Promus en Division 1                 | Hoang Anh Attapeu FC                 |
| Relégués en Division 2               | Vientiane Football Club (retrait)    |
| Relégués en Division 2               | Lao Army Football Club (retrait)     |
| Relégués en Division 2               | Lao Airlines FC (retrait)            |
| Relégués en Division 2               | Lao-American College FC (retrait)    |